# C22H22N2O3
化学式C22H22N2O3（摩尔质量：362.429 g/mol）可能指：
- ML-SA1，CAS号：332382-54-4
- GLPG1205，CAS号：1445847-37-9

|  | 这个同类索引页列出了具有相同分子式的化学物（即同分異構體）条目。 除非您是有意链接至本页，否则应将相应条目的内部链接指向正确的条目。 |